# Гран-при Мехико
Гран-при Мехико (исп. Gran Premio de la Ciudad de México, англ. Mexico City Grand Prix),, до сезона 2019 года включительно известный как Гран-при Мексики — один из этапов чемпионата мира по автогонкам в классе «Формула-1», впервые под новым именованием должен был пройти в 2020 году. Гран-при Мехико 2020 года был отменён из-за вспыхнувшей пандемии коронавирусной инфекции COVID-19. Дебютный Гран-при под этим названием состоялся на автодроме имени братьев Родригес с 29 по 31 октября 2021 года.

## Победители Гран-при Мехико
| Сезон | # | Пилот              | Конструктор         | Трасса | Отчёт |
| ----- | - | ------------------ | ------------------- | ------ | ----- |
| 2021  | 1 | Макс Ферстаппен    | Red Bull-Honda      | Мехико | Отчёт |
| 2022  | 2 | Макс Ферстаппен    | Red Bull            | Мехико | Отчёт |
| 2023  | 3 | Макс Ферстаппен    | Red Bull-Honda RBPT | Мехико | Отчёт |
| 2024  | 4 | Карлос Сайнс (мл.) | Ferrari             | Мехико | Отчёт |